# Oraniopsis appendiculata
Oraniopsis appendiculata är en enhjärtbladig växtart som först beskrevs av Frederick Manson Bailey, och fick sitt nu gällande namn av J.Dransf., A.K.Irvine och Natalie Whitford Uhl. Oraniopsis appendiculata ingår i släktet Oraniopsis och familjen Arecaceae. Inga underarter finns listade i Catalogue of Life.

## Bildgalleri

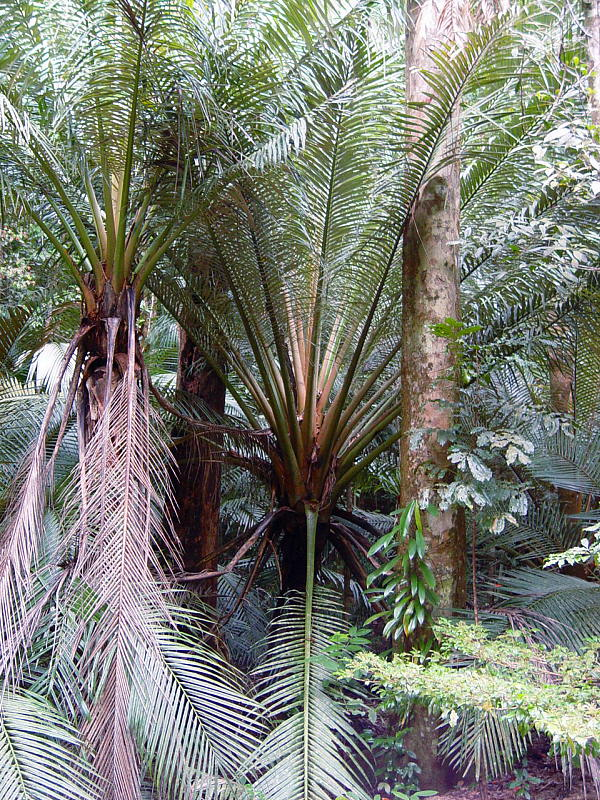
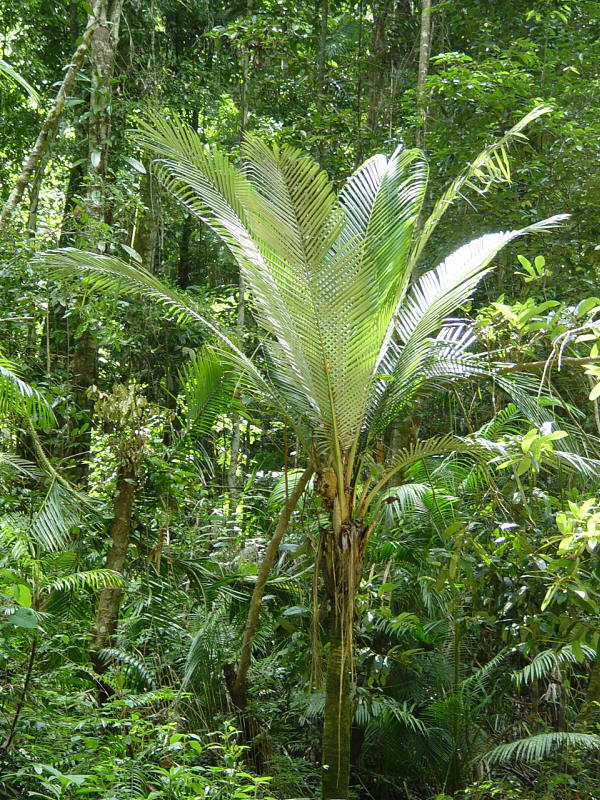